# Maskenhelm

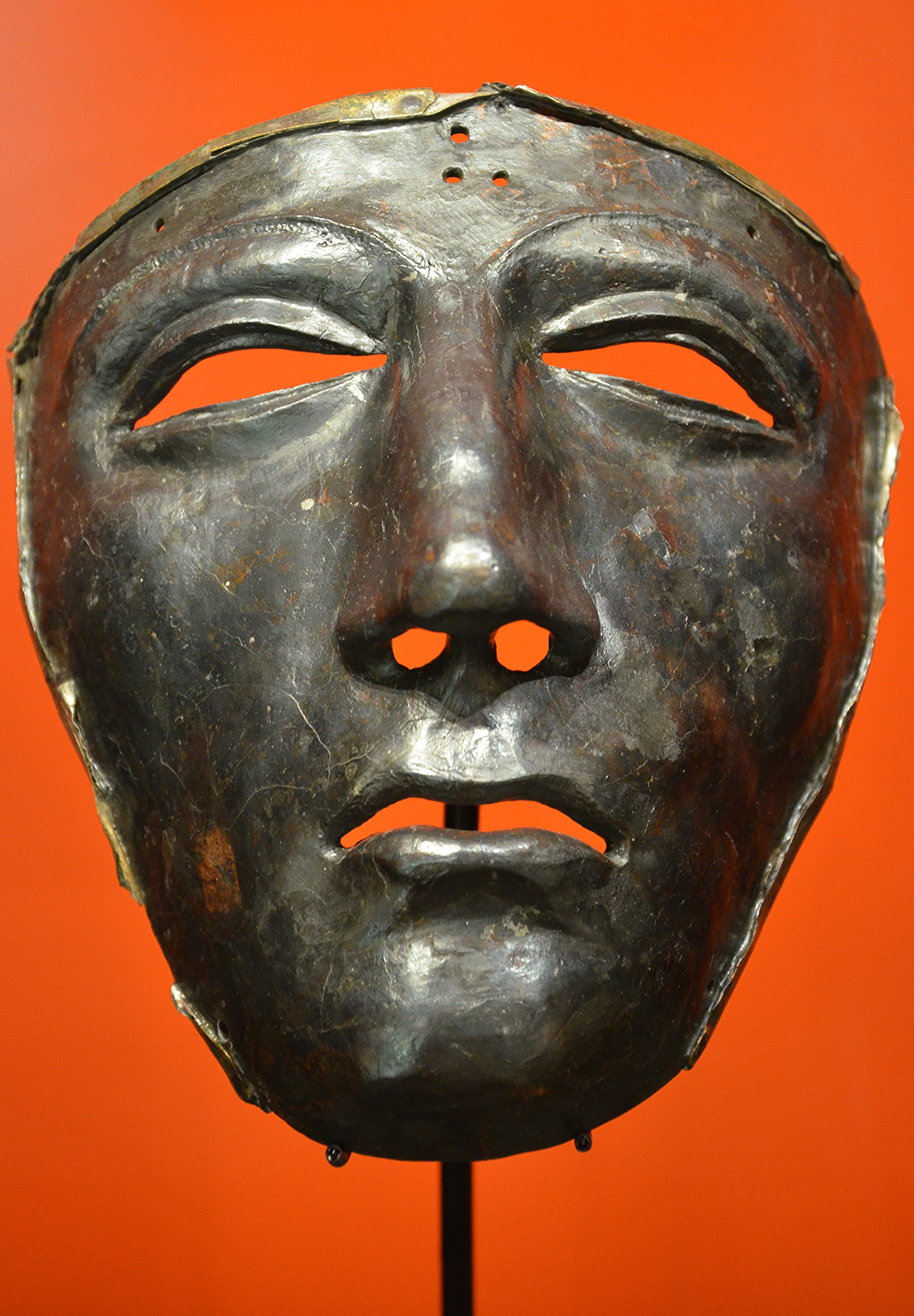
Die eiserne Helmmaske aus den Grabungen bei Kalkriese ist heute der nachweislich älteste Fund zu einem römischen Maskenhelm; 9. n. Chr.

Maskenhelme sind zumeist militärische oder kriegerische Kopfbedeckungen, die ähnlich den hochmittelalterlichen Helmen das gesamte Haupt des Trägers umschließen. Menschliche Gesichter beider Geschlechter werden bei Maskenhelmen in idealisierenden, manchmal verfremdenden anthropomorphen Formen oder Elementen nachgebildet und gewährleisten durch in der Regel im Nasen-, Augen- und Mundbereich angebrachten Öffnungen ein mehr oder minder eingeschränktes Handeln des Helmträgers. Die Verschlussmöglichkeiten und das Anbringen des Maskenteils sind bei diesem Helmtyp vielfältig.

## Frühformen
Einer der ältesten Helme, der anthropomorphe Züge trägt, wurde im Grab des sumerischen Prinzen Mes-kalam-dug in Ur entdeckt und kann in die Zeit um 2600 v. Chr. datiert werden. Das frühe, aus Gold gefertigte Stück besitzt eine Kalotte, die das Haar sehr fein wiedergibt und hat sorgfältig der Natur nachgestaltete Ohren. Die Forschung schätzt diesen Helm als Repräsentations- oder Zeremonialgegenstand ein. In späterer Zeit tauchten vielfach Befunde auf, welche in erster Linie ebenfalls noch nicht als wirkliche Maskenhelme anzusprechen sind. So in illyrischen und makedonischen Gräbern aus dem 6. Jahrhundert. Die dort aufgefundenen Toten trugen Helme illyrischer Art und hatten gesichtsähnliche Masken aus dünnen Goldblechen vor ihren Gesichtern, welche in keinem tatsächlichen Zusammenhang mit den Helmen standen, sondern den Verstorbenen nachträglich aufgelegt worden waren. Bezeichnend für diese Fundzusammenhänge war auch die Tatsache, dass den Masken jegliche Öffnungen für die Sinnesorgane fehlten. Aus hellenistischer Zeit stammt eine Helmart, dessen Kalotte die Formen der den antiken Orient prägenden phrygischen Mütze aufgreift. Statt einer vorgesetzten Maske, sind bei diesem Typ die beiden Wangenklappen sehr ausladend und über das Gesicht schließend gearbeitet. Einige Exemplare besitzen dabei anatomisch ausgearbeitete Strukturen wie Bärte und Lippen. Die Augenpartie sowie die Nase liegen bei diesem als „phrygisch“ oder „thrakisch“ bezeichneten Helm frei.

## Antike

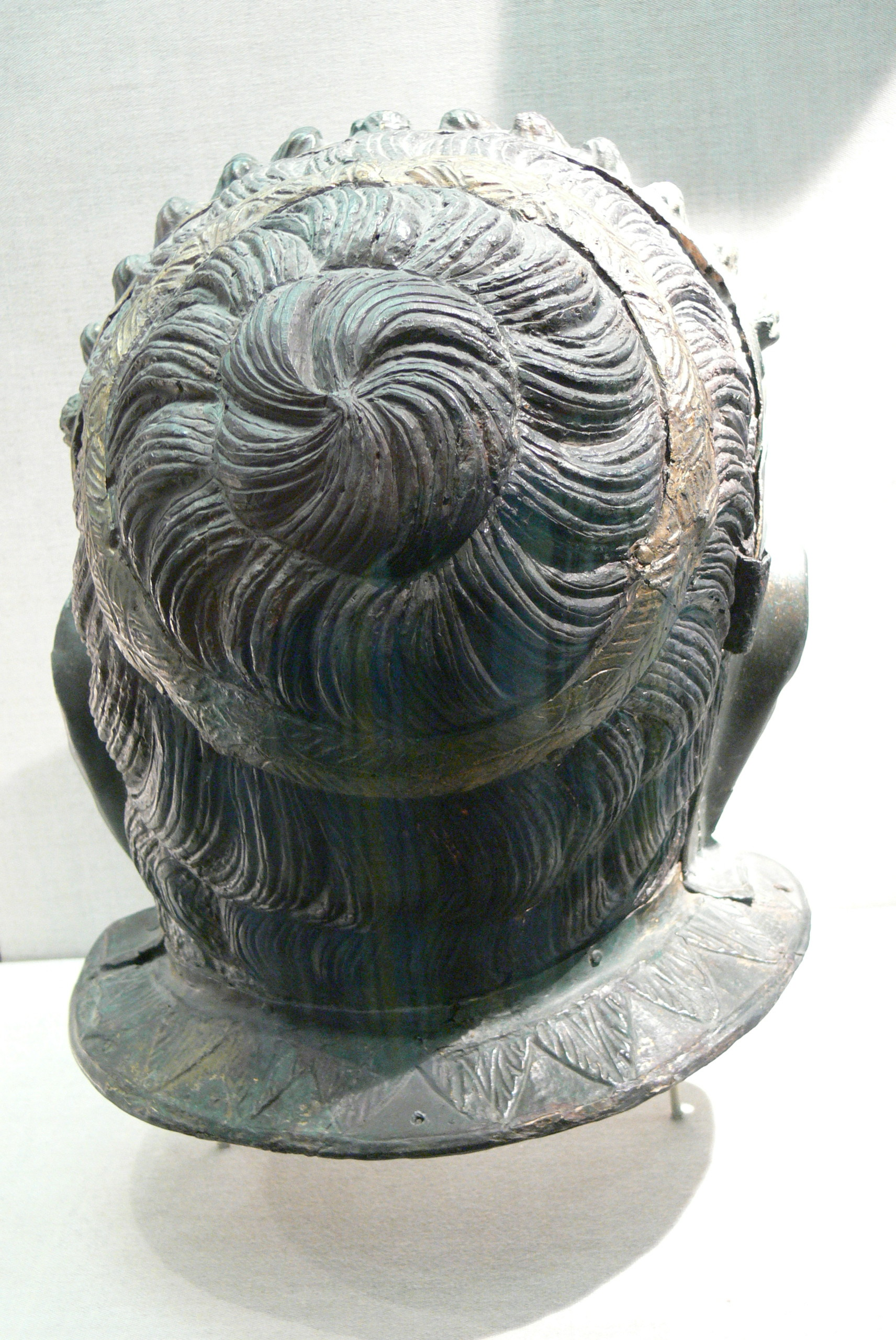
Eisernes Hinterhauptteil eines Paradehelms aus dem Weißenburger Schatzfund (um 200 n. Chr.)

Für die Entwicklung des späteren „echten“ Maskenhelms ist ein Waffenfries aus dem Athenaheiligtum in Pergamon von besonderer Bedeutung. Hier zeigt sich, dass bereits die hellenistische Militärtradition des frühen 2. Jahrhunderts v. Chr. auf einen vollausgebildeten Maskenhelm klassischen Typs zurückgreifen konnte. Der dort abgebildete Maskenhelm, von dem es bisher keine Entsprechung im Fundgut gibt, zeigt zunächst einen im hellenistischen Raum bekannten Helmtyp mit Stirnvisier. Zusätzlich besitzt er eine dazugehörige, vollbärtige Maske, die gleich den antiken Statuen das menschliche Antlitz in idealisierend-realistischer Weise nachbildet. Diese Darstellung ist die älteste auf der ein tatsächlicher Maskenhelm zu sehen ist. Da archäologisch bisher keine Bindeglieder von den frühen anthropomorphen Helmen zu den hellenistischen Maskenhelmen bis in die römische Zeit nachgewiesen werden konnten, ist die Wissenschaft auf Thesen angewiesen, die für sich jedoch keinen Beweis darstellen.
Folgende Ausführungen stehen heute zur Diskussion:
- Orientalische These. Ein wichtiger Verfechter dieser Theorie war Hubertus von Gall (1935–2018), Referent am Deutschen Archäologischen Institut Teheran. Darstellungen von Masken am großen Tempel von Hatra im Iran zeigen Ähnlichkeiten zu einem Maskenhelm aus Homs in Syrien, der in das frühe 1. Jahrhundert nach Christus datiert wird.[2] Dieser Helm, ist eine für eine königliche Familie ausgearbeitete Abart des römischen Typs Nijmegen-Kops Plateau. Zusammen mit einem weiteren thrakischen Maskenhelm sind hier jedoch eher ostmediterrane bzw. „orientalische“ Gesichtszüge dargestellt, die deutlich vom damals im römischen Reich vorherrschenden Klassizismus abweichen. Besonders zwei noch ältere Masken bzw. Maskenhelme aus Haltern und Kalkriese, die im Gegensatz zu den genannten tatsächlich aus römischer Produktion stammen, würden deutlich ihre Entsprechung zum augusteischen Schönheitsideal zeigen, was Zweifel an der orientalischen These aufwirft.[3]
- Hellenistische These. Ortwin Gamber, ein österreichischer Kunsthistoriker und Waffenkundler, sieht dagegen in den „orientalischen“ Maskenhelmen Nachahmungen älterer hellenistischer Vorbilder. Der Waffenfries von Pergamon als älteste Darstellung eines echten Maskenhelms würde dies beweisen. Auch die römische Maskenhelmtradition hätte somit ihren Ursprung im Hellenismus.[4][5]
- Thrakische These. Diese Theorie wurde erstmals von Friedrich Drexel[6] (1885–1930) aufgebracht und später von dem bulgarischen Forscher Iwan Wenedikow (1916–1997) verbreitet. Die These sieht den Ursprung in Bulgarien und führt dafür einen aus dem 4. Jahrhundert v. Chr. stammenden Helm vom phrygischen Typ an, der dort gefunden wurde. Die Vertreter dieser These konnten jedoch bisher kein Bindeglied zwischen diesem phrygischen Typ und den Helmen der frühen römischen Kaiserzeit vorweisen. Auch der Fund auffallend vieler römischer Maskenhelme in thrakischen und gallischen Gräbern wurde als Beweis für diese Theorie angeführt. Thraker in römischen Diensten hätten danach den Helm nach Gallien gebracht. Genauso gut sind – nach Maria Kohlert – die vermehrten Helmfunde in den beiden Regionen jedoch durch lokale Bräuche zu erklären.[7]
- Italische These. Der Archäologe Harald von Petrikovits (1911–2010) sowie Maria Kohlert-Németh haben sich für einen rein italischen Ursprung der römischen Maskenhelme ausgesprochen.[8] Beide sahen einen Zusammenhang mit dem altrömischen Brauch der Ahnenmasken und den Reiterspielen, welche vielfach in früher römischer Zeit bei Begräbnissen aufgeführt worden sind. Gerade Kaiser Augustus, der viele alte Traditionen wiederbelebte, hätte auch die Reiterspiele erneut zum Leben erweckt haben können; diese Wiederbelebung würde zeitlich mit dem ersten Auftreten römischer militärischer Maskenhelme zusammenfallen.[9] Diese These klammert jedoch offenbar die Existenz des bereits in hellenistischer Zeit vollentwickelten militärischen Maskenhelms aus, wie er am Waffenfries in Pergamon dargestellt ist. Insgesamt festzuhalten ist, dass ein hellenistischer Ursprung italische Einflüsse nicht ausschließen würde.[10]

## Der römische Maskenhelm

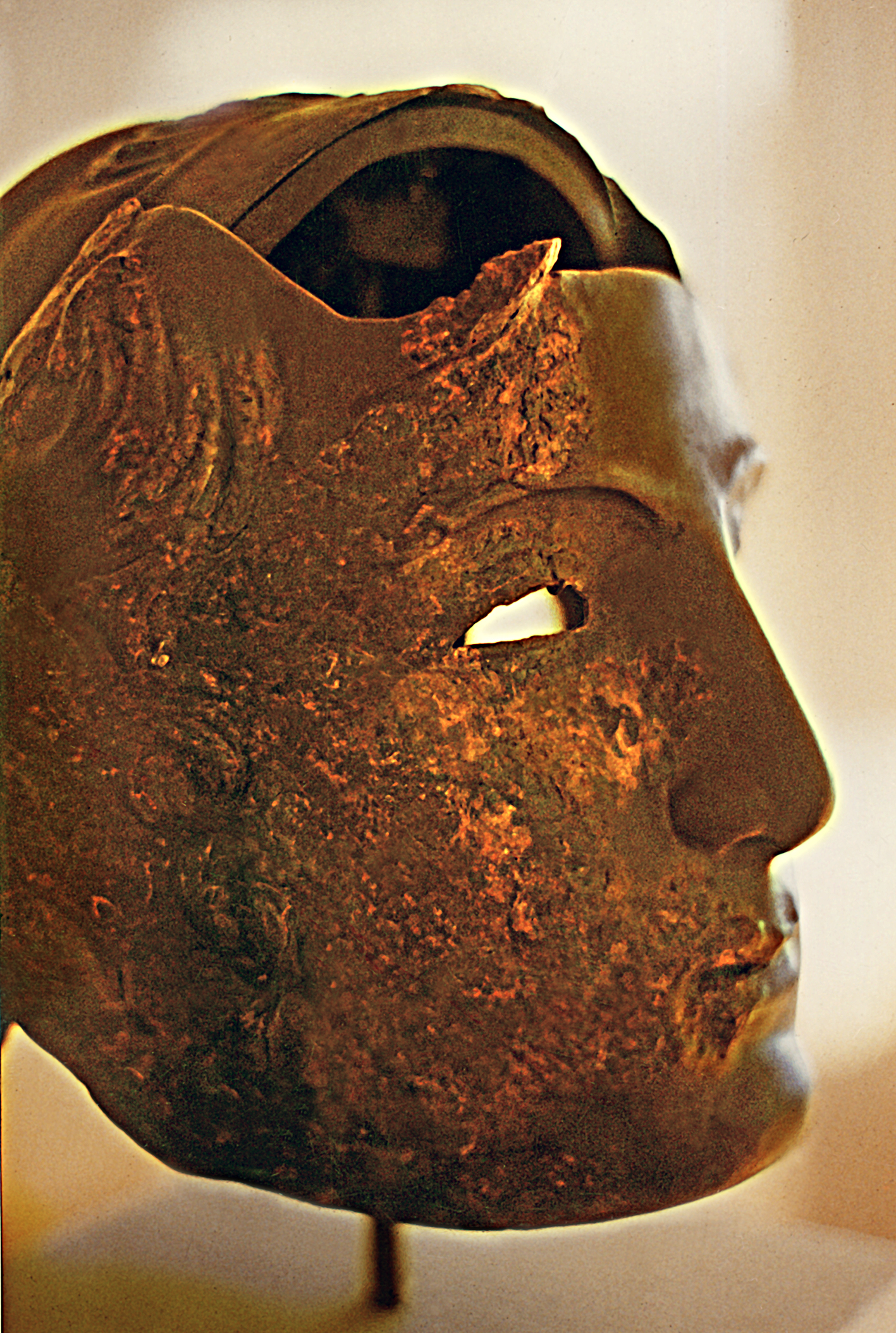
Maskenhelm vom Typ Alexander aus dem Reiterkastell Aalen; 2./3. Jh.

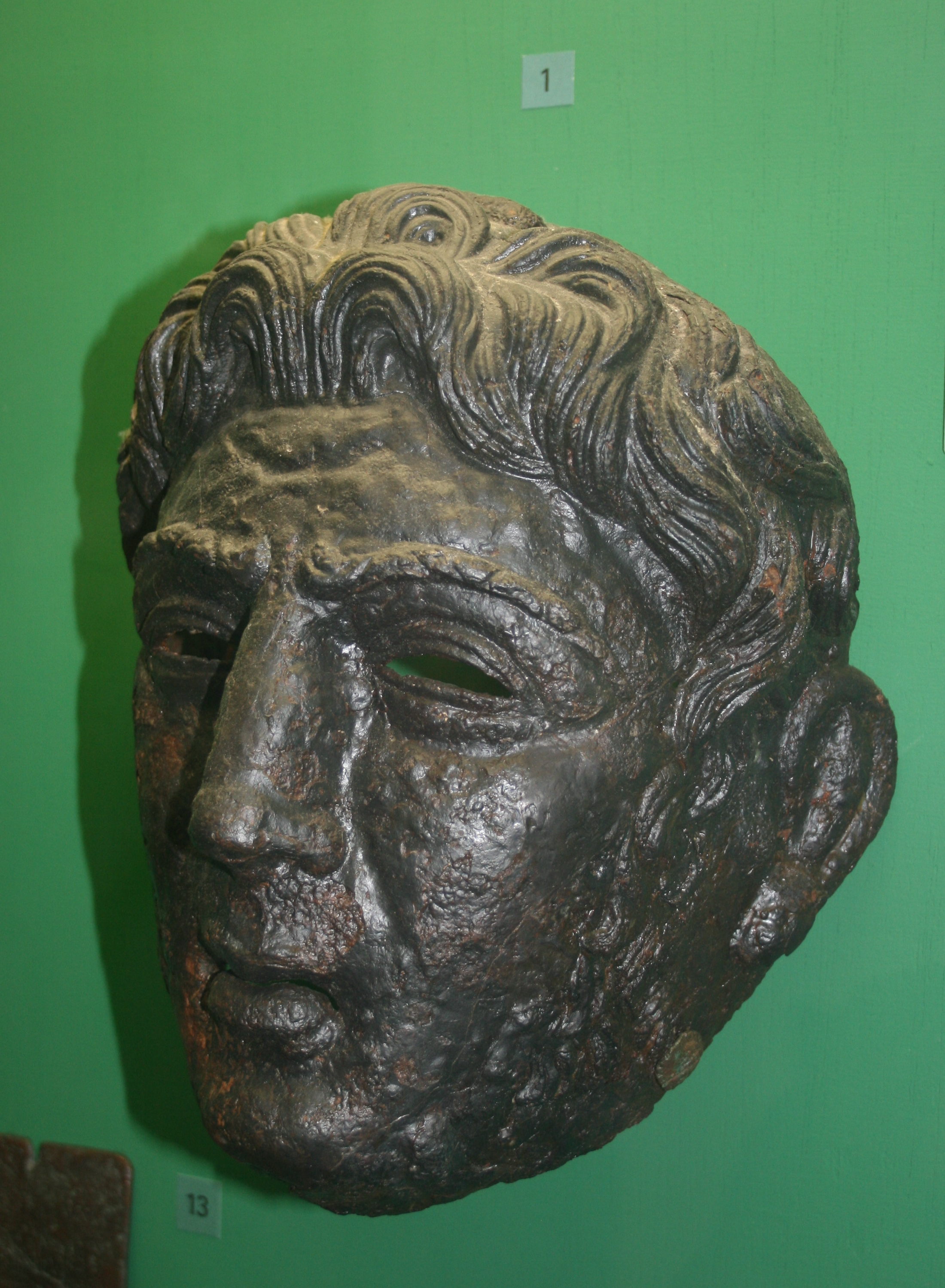
Maskenhelm vom Typ Alexander aus dem Reiterkastell Echzell; charakteristisch für diesen Typus sind unter anderem die sichelförmig geschwungenen Haarlocken über der Stirn.

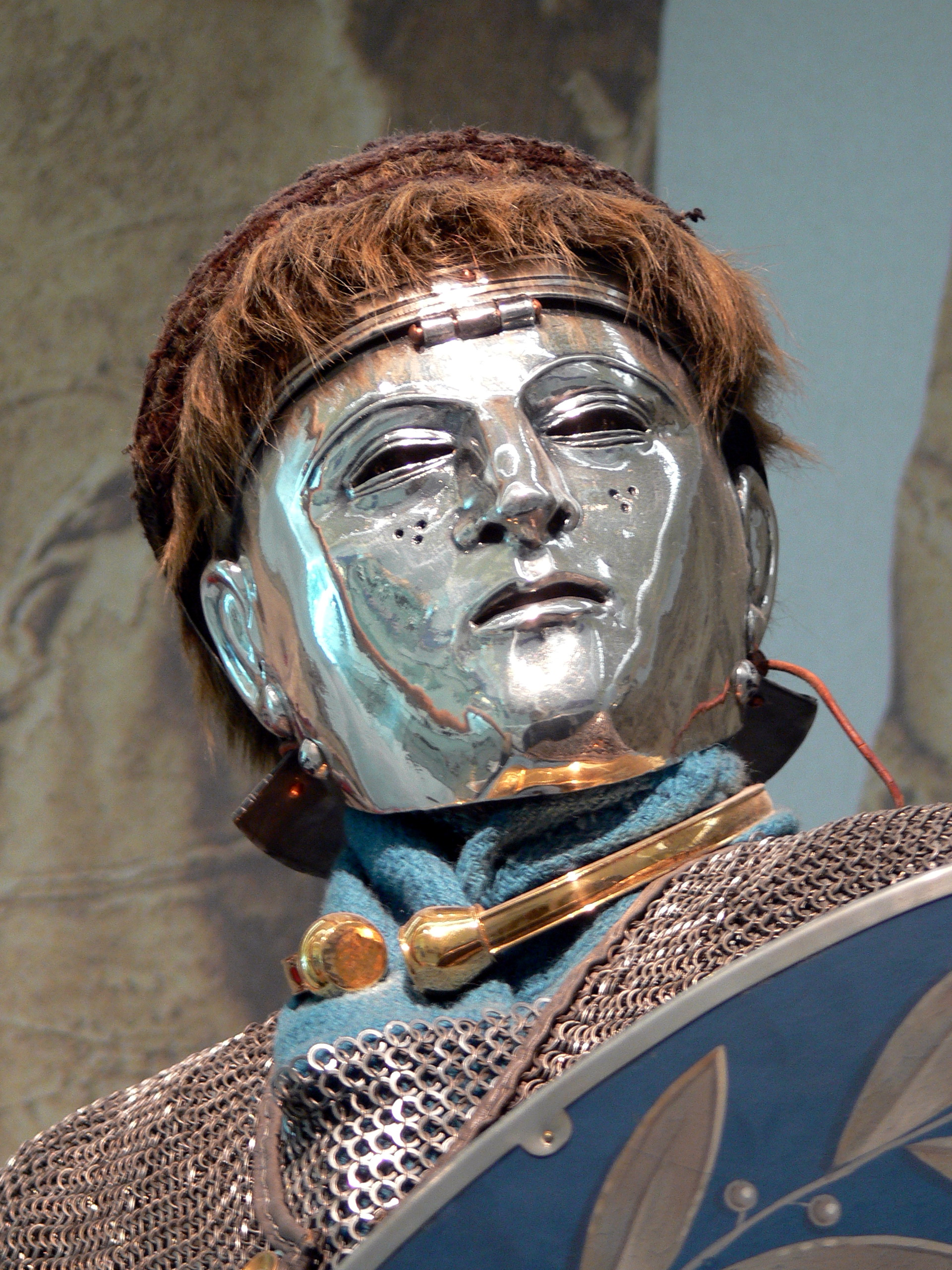
Rekonstruktionsversuch des eisernen Kops Plateau-Maskenhelms Nr. 3 vom Typ Nimwegen-Kops Plateau. An der Kalotte des Originals konnte u. a. Bärenhaar festgestellt werden; um 50 n. Chr.

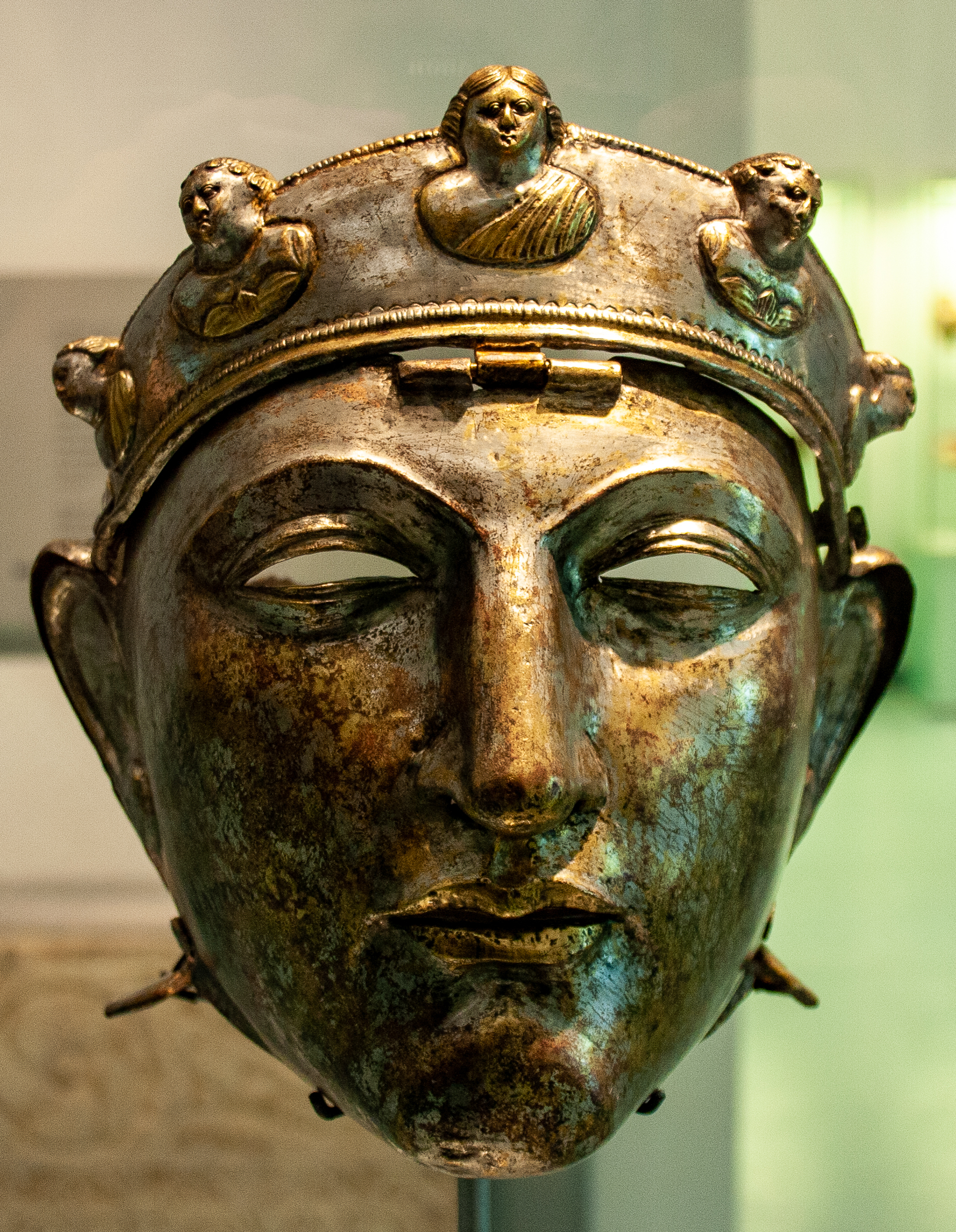
Maskenhelm in der Art des Typs Nimwegen-Kops Plateau aus der Waal bei Nimwegen mit diademartigem Stirnband; 2. Hd. 1. Jh.

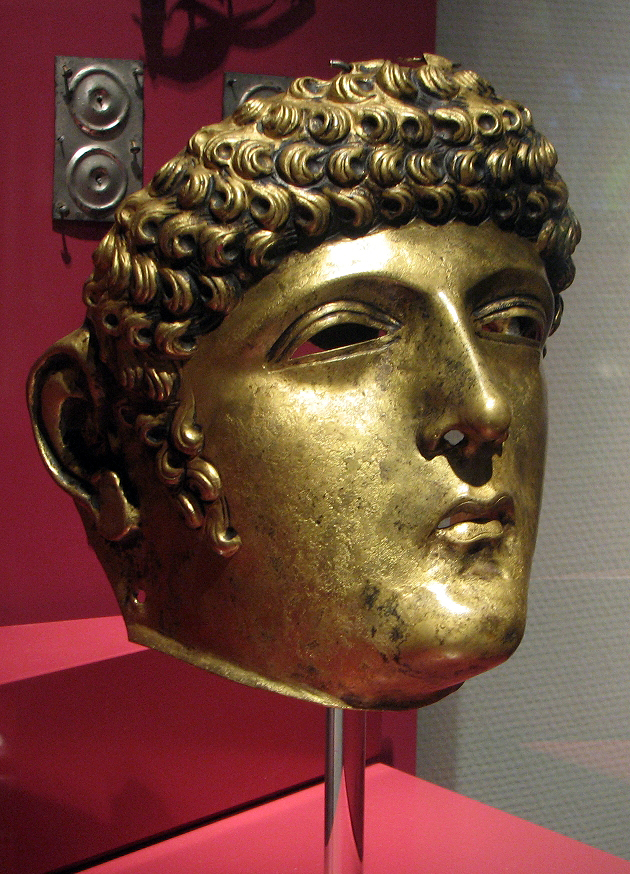
Vorläufer eines Maskenhelms vom Typ Alexander aus der Fossa Corbulonis. Masken dieser Art sind u. a. aus Schottland (Typ Newstead) und handwerklich noch ähnlicher von der Unteren Donau her bekannt; Ende 1. Jh.

Die Wissenschaft kennt drei Quellen zur Erforschung römischer Maskenhelme, welche sich im besten Fall gegenseitig ergänzen. Bodenfunde stellen zunächst die wichtigste Komponente für die Erforschung da, steinerne Abbildungen, zumeist von Grabmälern, können unter anderem in einigen Fällen Aussagen zu den ehemaligen Trägern machen. Als letzte, spärlichste Quelle sind die wenigen schriftlichen Überlieferungen zu nennen. Einige antike Bücher zum römischen Militär sind nur dem Namen nach bekannt. Die hingegen erhalten gebliebene Kunst der Taktik des Arrian (entstanden 136/137 n. Chr.) nennt einige wichtige, sonst unbekannte Details, etwa dass Maskenhelme mit goldenen herabhängenden Helmbüschen verziert waren. Der Gebrauch der Maskenhelme durch die römische Kavallerie ist gesichert, umstritten ist dagegen die Deutung einiger Forscher, speziell auf Grabsteinen von Feldzeichenträgern (signiferi) ebenfalls Maskenhelme ausgemacht zu haben. Ein größerer Gebrauch durch die Infanterie wird allgemein verneint. Maskenhelme wurden nicht nur bei den Schaukämpfen der römischen Reiterei verwendet, sondern auch zu anderen zeremoniellen oder triumphalen Anlässen. Es wird außerdem in der Forschung diskutiert, ob und inwieweit dieser Helmtyp auch während des Kampfes getragen worden ist.
Die römischen Maskenhelme gliedert die Forschung in verschiedene Haupt und Untergruppen. Der jahrhundertelange Gebrauch dieses militärischen Helmtyps war zwangsläufig verschiedensten Moden unterworfen. Mit dem Aufkommen der Helmmasken, deren bisher ältestes Stück von einem antiken Schlachtfeld bei Kalkriese stammt und ins Jahr 9 n. Chr. datiert, beherrschte der von Kaiser Augustus geförderte Klassizismus die Formensprache römischer Ausrüstungsgegenstände. Auch im 2. Jahrhundert werden Maskenhelme hellenistisch-römischer Prägung hergestellt, doch treten nun sehr deutlich auch „orientalisch“ beeinflusste Masken hervor. Sie stellen alle oder zumindest in der Mehrzahl, Frauengesichter dar. Der Einfluss des Orients hat sich im 3. Jahrhundert in stadtrömischen Moden und Sitten verfestigt und führte letztendlich zu einem staatsverordneten, absolutistischen Kaiserkult. Die Formentradition römischer Maskenhelme bricht hingegen in dieser Zeit genauso unvermittelt ab, wie sie begründet worden ist.

### Einteilung römischer Maskenhelme
Manche römische Maskenhelmtypen sind in sich eigene Gestaltungen, andere verbinden Standardmodelle von Kavallerie und Infanterie mit Masken. Daher findet sich beispielsweise der Typ Koblenz-Bubenheim/Weiler auch bei den maskenlosen Kopfbedeckungen wieder. Zu den meisten Typen finden sich zudem variantenreiche Unterarten.
| Name (Typ)                                     | früheste Zeitstellung           | Bemerkung |
| ---------------------------------------------- | ------------------------------- | --- |
| Kalkriese                                      | 9. n. Chr.                      | Das einzige bisher gefundene Exemplar wurde 1990 während der Grabungen auf dem Kampffeld von Kalkriese entdeckt. |
| Nimwegen-Kops Plateau                          | 1. Viertel 1. Jh. n. Chr.       | Der bisher älteste Fund stammt aus einem königlichen Grab in Homs, Syrien. |
| Koblenz-Bubenheim/Weiler                       | 1. Viertel 1. Jh. n. Chr.       | |
| Weisenau-Kalkriese (Mischtyp)                  | um 50 n. Chr.                   | Das einzige bisher gefundene Exemplar soll aus einem Grab in Bulgarien stammen. Statt eines weit ausstehenden Nackenschildes wurde dieser Weisenau mit einem sehr kurzen, geraden Kavallerienacken gestaltet.                                             |
| „Männlich-Weiblich“                            | 2. Hd. 1. Jh. n. Chr.           | |
| „Weiblich“ (hellenistisch-römisch)             | 2. Hd. 1. Jh. n. Chr.           | Der bisher älteste Fund stammt aus Rapolano, Toskana, Italien. |
| Ribchester                                     | spätes 1. Jh. n. Chr.           | Der bisher älteste Fund stammt aus Ribchester, Großbritannien und wurde bereits 1796 entdeckt. |
| Newstead                                       | spätes 1. Jh. n. Chr.           | |
| Alexander                                      | 1. Hd. 2. Jh. n. Chr.           | Der bisher älteste Fund stammt aus einer Höhle am Berg Hebron, Israel. Zusammen mit anderer römischer Militaria kam er wohl während des Bar-Kochba-Aufstandes (132 – 135 n. Chr.) dorthin.                                                                |
| Pfrondorf                                      | spätes 2. Jh. n. Chr.           | Dreiteiliger Helm mit vollständig abnehmbarem Visier im Zentrum des Gesichts, das die Augen-, Nasen- und Mundpartie des Trägers bedeckt. Thomas Fischer vertritt die Annahme, dass dieser Helm nach Abnahme des Visiers auch im Gefecht eingesetzt wurde. |
| Heddernheim                                    | spätes 2./frühes 3. Jh. n. Chr. | |
| Phrygisch                                      | 2./3. Jh. n. Chr.               | Das einzige Exemplar, ein Hinterhauptteil, wurde 1977 nördlich des Kastells Vechten, Niederlande, gefunden. |
| „Orientalisch“ (weiblich, evtl. auch männlich) | 3. Jh. n. Chr.                  | Hier sind unter anderem die Maskenhelme des Typs Straubing bekannt geworden |

## Spätantike
Bisher konnte die Forschung nur spärliche Spuren zu spätantiken Maskenhelme festhalten. Reste einiger schmaler eiserner Masken mit nur angedeuteten Gesichtszügen wurden im Großen Palast von Konstantinopel aufgefunden. Ihre zeitliche Stellung ist unklar. Sie stehen jedoch nicht in der Tradition älterer römischer Maskenhelme. Eine weitere spätantike Darstellung fand sich auf den Reliefs der um 400 n. Chr. in Konstantinopel errichteten Arcadiussäule. Die originalen Steinreliefs sind heute verloren und nur durch Umzeichnungen des 18. Jahrhunderts bekannt. Des Weiteren berichten mehrere antike Autoren von dem Gebrauch der Maskenhelme durch die schwere spätrömische Kavallerie (Kataphrakten).

## Früh- und Hochmittelalter

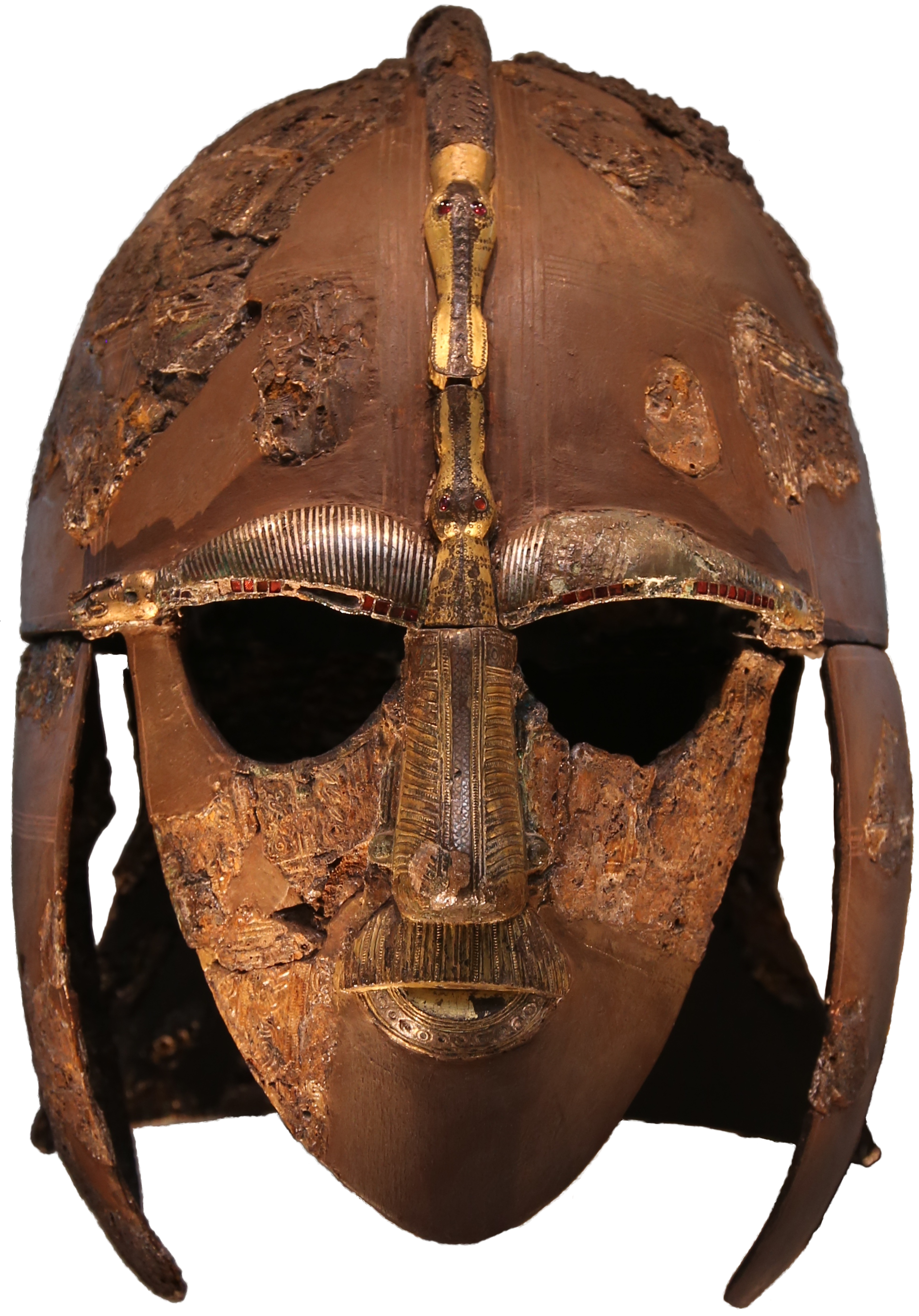
Nordischer Kammhelm mit Maske eines Kriegers aus dem Schiffsgrab bei Sutton Hoo

In dem angelsächsischen Schiffsgrab von Sutton Hoo aus der ersten Hälfte des 7. Jahrhunderts konnte ein vielleicht schon älterer prunkvoller Helm geborgen werden, der mit spätrömischen Kammhelmen verwandt ist, die frühestens Ende des 3. Jahrhunderts im Fundgut auftreten. Der Helm von Sutton Hoo wird für gewöhnlich den nordischen Kammhelmen zugerechnet, die auch als Brillenhelme oder Vendelhelme bezeichnet werden. Wie die spätantiken Masken ist auch die aus Sutton Hoo sehr schmal gestaltet und stellt das stilisierte Gesicht eines schnurrbärtigen Mannes da.
Ebenfalls bekannt ist von Reitervölkern der osteuropäischen Steppen das Tragen von eisernen schnurrbärtigen Helmmasken. Dort waren sie teilweise bis ins hohe Mittelalter in Gebrauch. Die Forschung geht davon aus, dass diese Masken für den Kampfeinsatz bestimmt waren. Eine Herleitung dieser mittelalterlichen Masken aus der römischen Tradition wird in der Wissenschaft diskutiert.
Westeuropäische Topf- und Visierhelme des Mittelalters gehören nicht zu den eigentlichen Maskenhelmen, auch wenn einige unter anderem mit betonenden Augen- und Mund- oder Nasenöffnungen ausgestattet sind. Sie zählen gleich den römischen Gladiatorenhelmen zu eigenen Helmgattungen. Nur die Larvenvisiere des 16. Jahrhunderts machen in ihrer übersteigerten und verzerrenden Groteske eine Ausnahme. Als Mummenschanz boten sie bei Turnieren dem Volk Belustigung und dem Ritter Aufmerksamkeit.

## Außereuropäische Kulturen
Die oft ebenfalls grotesk gestalteten Teilmasken der Samuraihelme werden nicht zu den eigentlichen Maskenhelmen gerechnet, da sie, wie auch einige europäische und außereuropäische Vertreter, das Gesicht nicht vollständig bedecken.

### Indien
Hochgepanzerte Sindkrieger trugen noch im 18. Jahrhundert manchmal stark vereinfachte Gesichtsmasken.